# Моллахат
Моллахат (бенг. মোল্লাহাট, англ. Mollahat) — город на юго-западе Бангладеш, административный центр одноимённого подокруга. Площадь города равна 8,79 км². По данным переписи 2001 года, в городе проживало 10 708 человек, из которых мужчины составляли 51,83 %, женщины — соответственно 48,17 %. Плотность населения равнялась 1218 чел. на 1 км². Уровень грамотности населения составлял 36 % (при среднем по Бангладеш показателе 43,1 %). 